# Efternavn
| Drenge- | Drenge-   | Pige- | Pige-    | Efter- | Efter-      |
| ------- | --------- | ----- | -------- | ------ | ----------- |
| 1       | Peter     | 1     | Anne     | 1      | Nielsen     |
| 2       | Michael   | 2     | Mette    | 2      | Jensen      |
| 3       | Lars      | 3     | Kirsten  | 3      | Hansen      |
| 4       | Jens      | 4     | Hanne    | 4      | Andersen    |
| 5       | Thomas    | 5     | Anna     | 5      | Pedersen    |
| 6       | Henrik    | 6     | Helle    | 6      | Christensen |
| 7       | Søren     | 7     | Maria    | 7      | Larsen      |
| 8       | Christian | 8     | Susanne  | 8      | Sørensen    |
| 9       | Martin    | 9     | Lene     | 9      | Rasmussen   |
| 10      | Jan       | 10    | Marianne | 10     | Jørgensen   |

Efternavn er den del af en persons navn, som almindeligvis angiver familietilknytningen.
I Danmark står efternavnet (eller familienavnet) sidst i navnerækken, mens det i en række andre navnekulturer optræder som det første navn i navnerækken.
Hvor en person godt kan have flere fornavne eller flere mellemnavne er det i Danmark kun muligt at have ét efternavn. Et efternavn kan i nogen tilfælde dog godt bestå af to, tre eller fire navne (eller navnepræpositioner) der hører sammen enten forbundet med bindestreg eller blot som en helhed uden bindestreg mellem de enkelte led. En del af disse navneformer kommer til landet fra udlandet af, mens andre har historisk rod i Danmark. Bærere af flerleddede navne kan give disse navne videre til andre familiemedlemmer, eller vælge at bortkaste et eller flere af leddene i det flerleddede navn. Derimod er der den begrænsning, at den eneste type nydannede flerleddede navne, der er mulighed for at tage efter navneloven af 2005, er, når to navne, man i forvejen har ret til at tage som efternavn, forbindes med en bindestreg. Efternavne med mere end én bindestreg mellem navnene, som for eksempel navnet Krag-Juel-Vind-Frijs, er af historisk oprindelse, og kan kun tages indenfor den familie, der allerede bærer sådanne navne.
De første efternavnslignende navne var beskrivende – enten fagbetegnelser (Smed, Bonde, Møller) eller navne, der beskrev slægts- og boligforhold (Olesdatter, Østergård).

## Efternavne i Danmark
I 1526 påbød Frederik 1. at adelen skulle have faste efternavne.
Med navnelovene af 1828 og 1856 blev faste efternavne påbudt for alle.
Nyfødte skal senest 6 måneder efter fødslen navngives iht. Navneloven, sker det ikke før fristen udløber får barnet automatisk moderens efternavn, dog med visse undtagelser, f.eks. hvis et drengebarns mor har et patronym og hedder eksempelvis Haraldsdatter. Hvis barnet heller ikke har fået et fornavn straffes den eller de, der har forældremyndigheden med bøde iht. § 26 stk. 2.

## Hvilken "gaard" er mest populær?
I Danmark er efternavne med endelsen "gaard" og i mindre grad "gård" populære. De mest almindelige former er med verdenshjørner, fx Østergaard.
Ifølge Danmarks Statistik er Østergaard det mest udbredte med 10.164 personer, efterfulgt af Vestergaard med 9.079, Nørgaard 8.468 og Søndergaard med 7.792 personer. En anden form for Nørgaard, Nørregaard, er mindre populær og bæres af 1.166 personer.